# Vieux-Villez
Vieux-Villes era una comuna francesa situada en el departamento de Eure, de la región de Normandía, que el 1 de enero de 2016 pasó a ser una comuna delegada de la comuna nueva de Le Val-d'Hazey al fusionarse con las comunas de Aubevoye y Sainte-Barbe-sur-Gaillon.

## Demografía
| Gráfica de evolución demográfica de Vieux-Villes entre 1800 y 2013 |
|                                                                    |

Los datos demográficos contemplados en este gráfico de la comuna de Vieux-Villez se han cogido de 1800 a 1999 de la página francesa EHESS/Cassini, y los demás datos de la página del INSEE.